# Schlosskirche Buch

Die Schlosskirche in Buch im Jahr 2025

Die Schlosskirche Buch befindet sich im gleichnamigen Ortsteil von Berlin. Der Architekt Friedrich Wilhelm Diterichs errichtete sie am Standort des Vorgängerbaus, der 1731 abgebrochen wurde, zwischen 1731 und 1736 zeitgleich mit dem Umbau des Schlosses Buch im Stil des Barock für den neuen Besitzer von Buch, Adam Otto von Viereck. Nach dem Landbuch Karls IV. (1375) hatte das Straßendorf Buch 40 Hufen, davon vier Pfarrhufen. Über das Aussehen des Vorgängerbaus ist nichts bekannt.

## Architektur
Der Grundriss der Kirche hat die Form eines griechischen Kreuzes; allerdings sind die nach Norden und Süden gerichteten Kreuzarme nur halb so tief wie die beiden anderen. Über der Vierung erhebt sich eine Kuppel, die in einen zentralen oktogonalen, mit Pilastern geschmückten Turm übergeht. Den Abschluss bildet eine geschwungene Haube mit einer aufgesetzten achteckigen Laterne.
Diterichs hatte mehrere gestalterische Probleme zu lösen, die sich aus den Aufgaben als Schlosskirche für den Kirchpatron, als zum Dorf gerichtete Gemeindekirche und der besonderen Lage im Park und zum nahegelegenen Schloss ergaben. Zum Dorf hin hat die Fassade vier toskanische Säulen, Triglyphenfries und ein Giebelfeld mit einem von einem Strahlenkranz umgebenen Tetragramm, das die vier hebräischen Buchstaben des biblischen Gottesnamens „JHWH“ zeigt. Über dem Portal standen zur Bauzeit zwei Apostelstatuen, von denen im Jahr 2024 nur Matthäus vorhanden ist. Die anderen Seiten der Kirche sind einfacher gestaltet, auf der Parkseite ohne Giebel und mit flachen Pilastern unterteilt, zum Schloss hin mit Blindfenstern versehen. Nach von Vierecks Tod schuf die Werkstatt des Johann Georg Glume 1763 für ihn ein Epitaph innerhalb des Kirchenraums.
1788 erhielt die Kirche die Orgel der Prinzessin Anna Amalia von Preußen nach deren Tod als Schenkung von Prinz Ludwig von Preußen. Die Bekrönungen auf dem Prospekt (Schnitzereien und die sitzende Figur der Göttin der Musik mit zahlreichen Musikinstrumenten) wurden wegen der niedrigen Decke entfernt. Der Turm wurde 1891 stabilisiert; 1925 bauten Arbeiter eine Heizung in die Kirche ein. Ende der 1930er Jahre stellte man fest, dass die Orgel für die Kirche zu groß sei. Die Orgel wurde deshalb an die St.-Marien- und St.-Nikolai-Gemeinde in Berlin-Mitte verkauft.
Das Gut Buch, zuletzt in den Händen der Grafen von Voß-Buch, eine Grablege befindet sich in Buch, mit dem barocken Ensemble von Schloss, Orangerie und Kirche ging 1898 in den Besitz der Stadt Berlin über.

## Geschichte seit 1945
Im Zweiten Weltkrieg wurde die Kirche in der Nacht zum 19. November 1943 durch eine Brandbombe schwer beschädigt. Der Turm brannte aus und stützte in die Kirche. Zu diesem Zeitpunkt waren viele Teile der Inneneinrichtung ausgelagert oder vermauert. Von 1950 bis 1953 erfolgte der vereinfachte Wiederaufbau unter Verzicht auf den Turm. Der Innenraum wurde unter Verzicht auf die ehemaligen barocken Schmuckelemente in nüchterner Form wiederhergestellt. Obwohl die Orangerie und das Schloss weniger Kriegsschäden als die Schlosskirche erlitten, wurden diese auf Beschluss des Ost-Berliner Magistrats von 1955 und 1964 abgerissen. Die heutige Orgel der Kirche wurde 1962 von Alexander Schuke Potsdam Orgelbau in ein historisches Gehäuse von Johann Michael Röder (1745) gebaut. Das Werk verfügt über 20 Register auf zwei Manualen und Pedal. Eine umfassende Fassadenrestaurierung der Kirche fand 1995 bis 2000 statt.
Seit 2007 arbeitet ein Förderverein am Wiederaufbau des Turmes; der Bauantrag wurde 2014 bewilligt. 2018 beschloss der Bundestag, eine Zuwendungsbetrag von 2,4 Millionen Euro bereitzustellen, weitere Finanzierungszusagen erfolgten durch das Land Berlin aus Mittel der Parteien und Massenorganisationen der ehemaligen DDR (1,9 Millionen Euro) sowie von der Stiftung Preußischer Kulturbesitz, der Deutschen Stiftung Denkmalschutz und von kirchlichen Stellen, hinzu kamen Spenden. Insgesamt wird das Vorhaben rund fünf Millionen Euro erfordern. Die Holzelemente des Turms werden mit kaltgepresstem Leinöl behandelt; anschließend erfolgt der Farbaufstrich mit Leinölfarbe. Der Abschluss ist für den Sommer 2024 geplant. Für die Rekonstruktion der Apostel auf dem Portal fehlen bislang die finanziellen Mittel.
Seit ihrer Wiederherstellung nach dem Zweiten Weltkrieg beherbergt die Schlosskirche die Evangelische Kirchengemeinde Buch, die zum Kirchenkreis Berlin Nord-Ost im Sprengel Berlin der Evangelischen Kirche Berlin-Brandenburg-schlesische Oberlausitz gehört. In der direkten Nähe befinden sich das Gemeindehaus und der alte Friedhof der Gemeinde. Außerdem finden in der Kirche regelmäßig Konzerte von Berliner Chören und Orchestern statt.

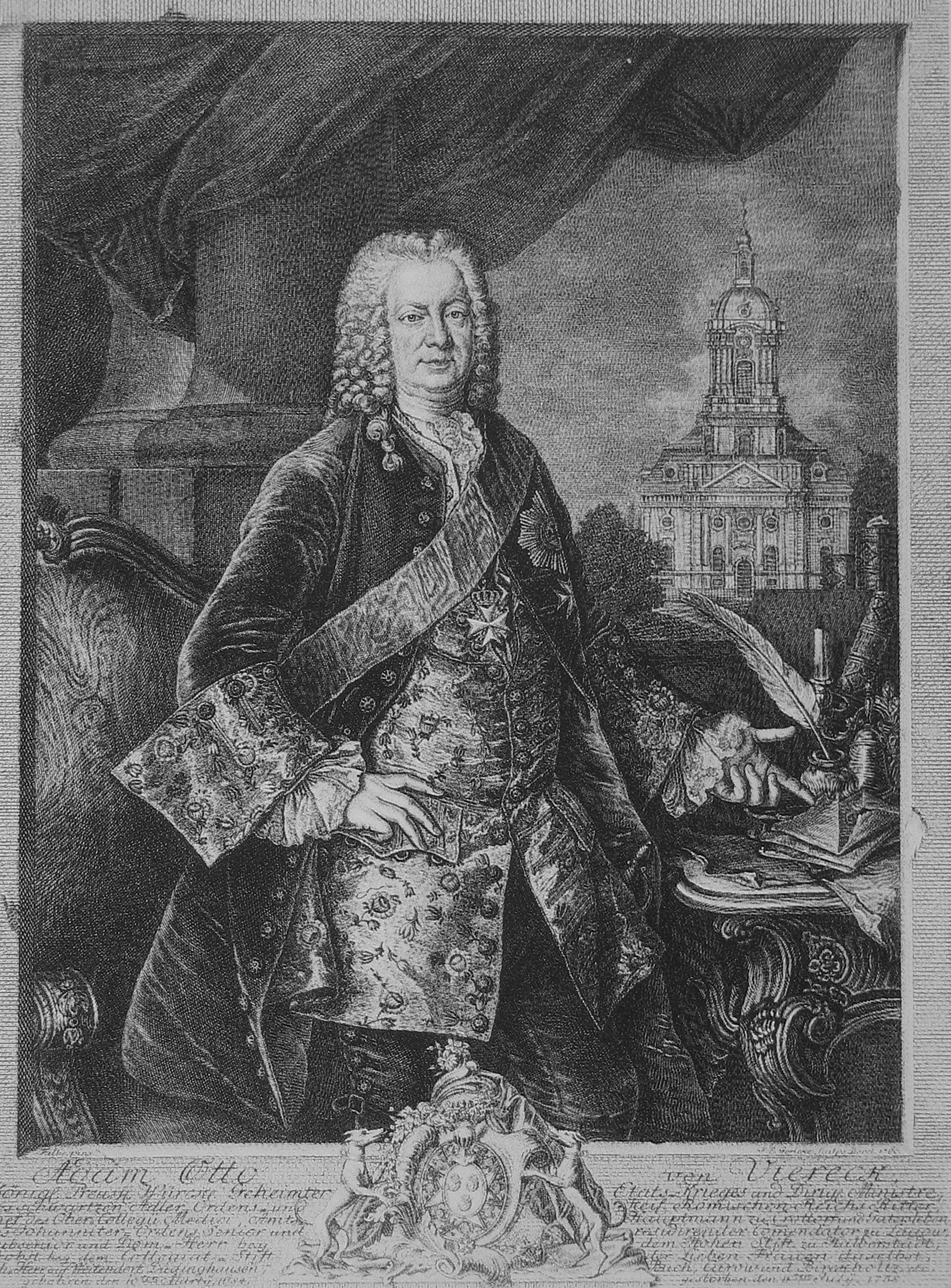
Adam Otto von Viereck – Patron der Schlosskirche
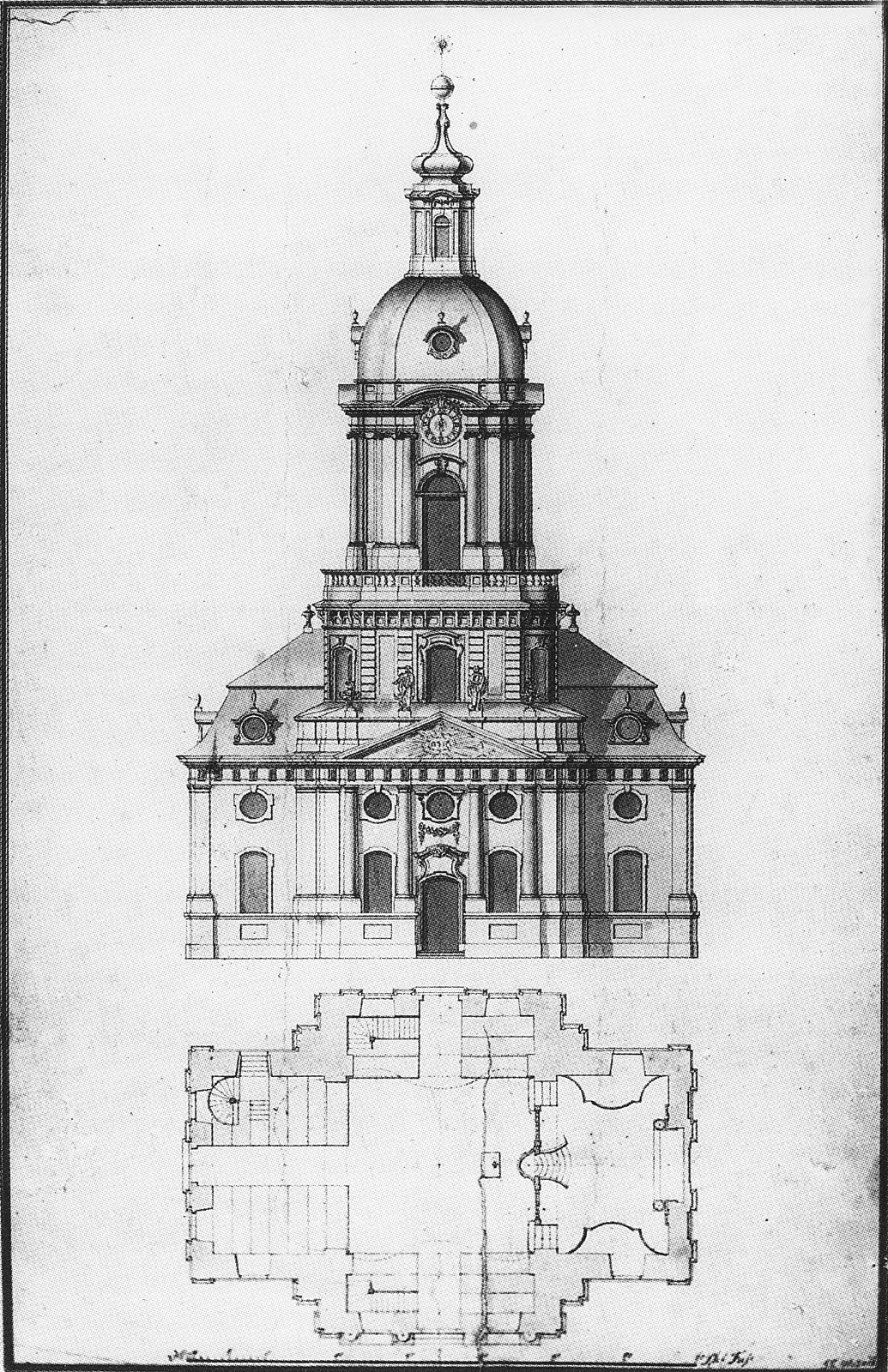
Schlosskirche Buch – Grundriss und Ansicht
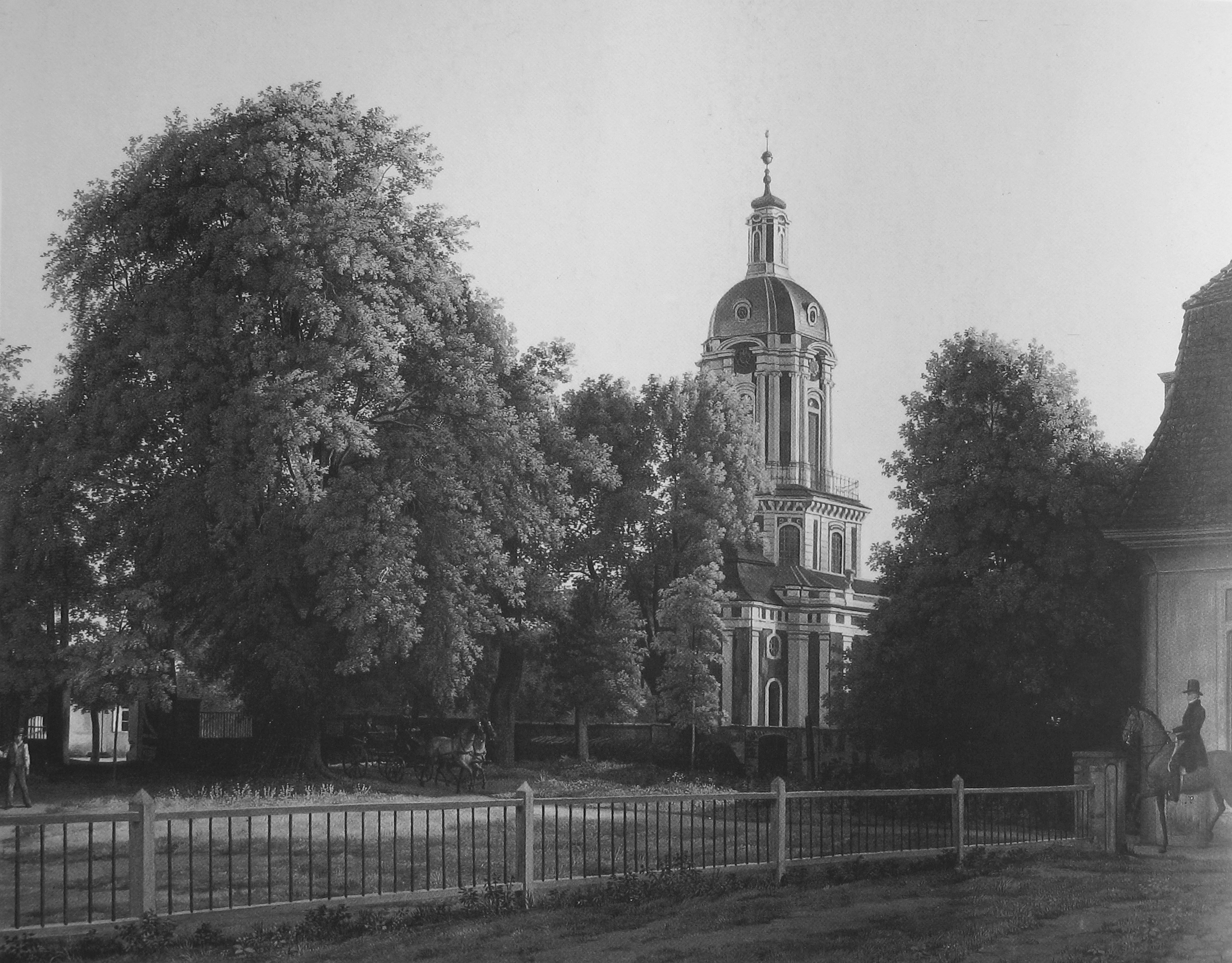
Die Kirche im Park von Schloss Buch
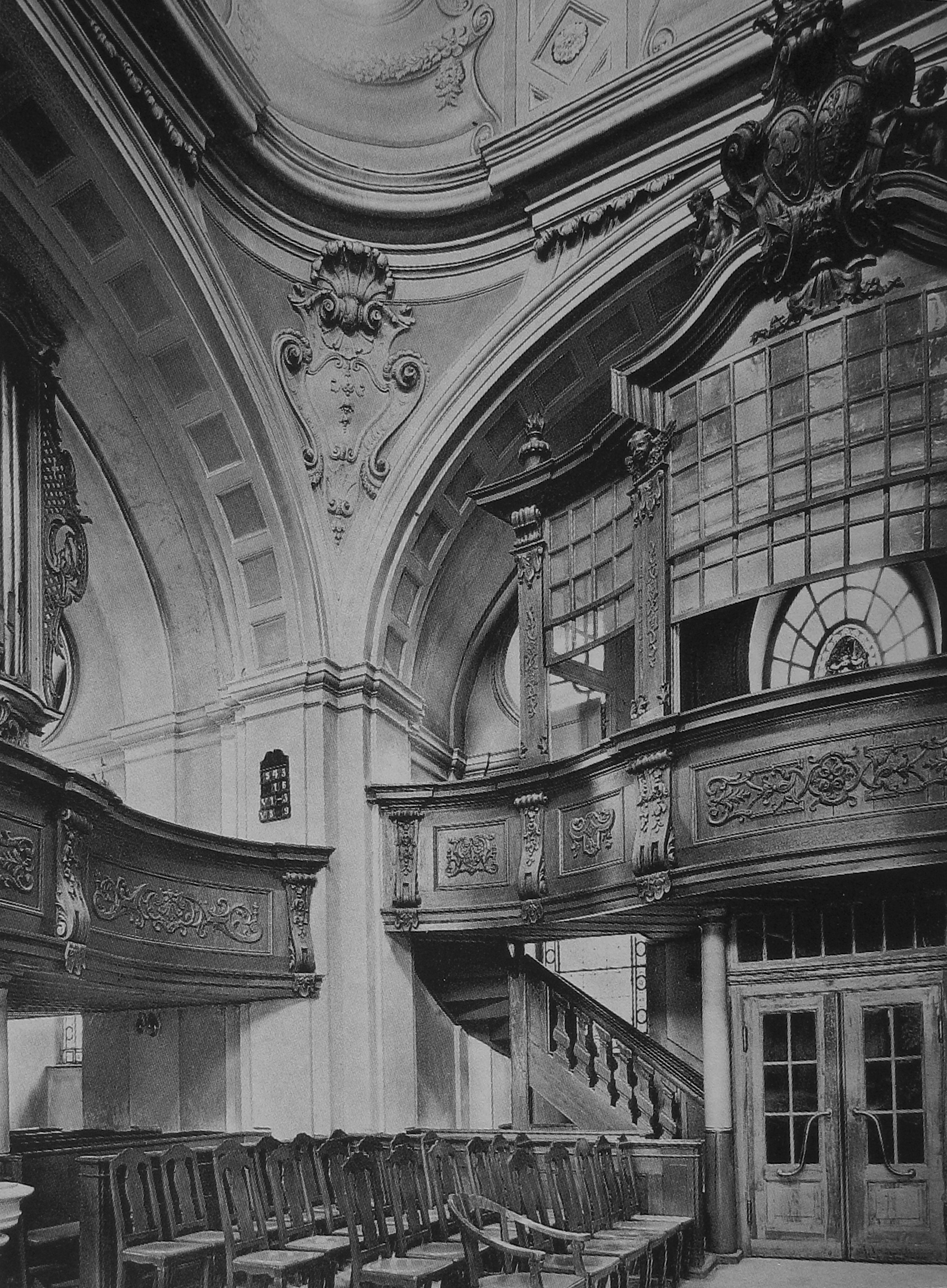
Schlosskirche Buch – Patronatsloge
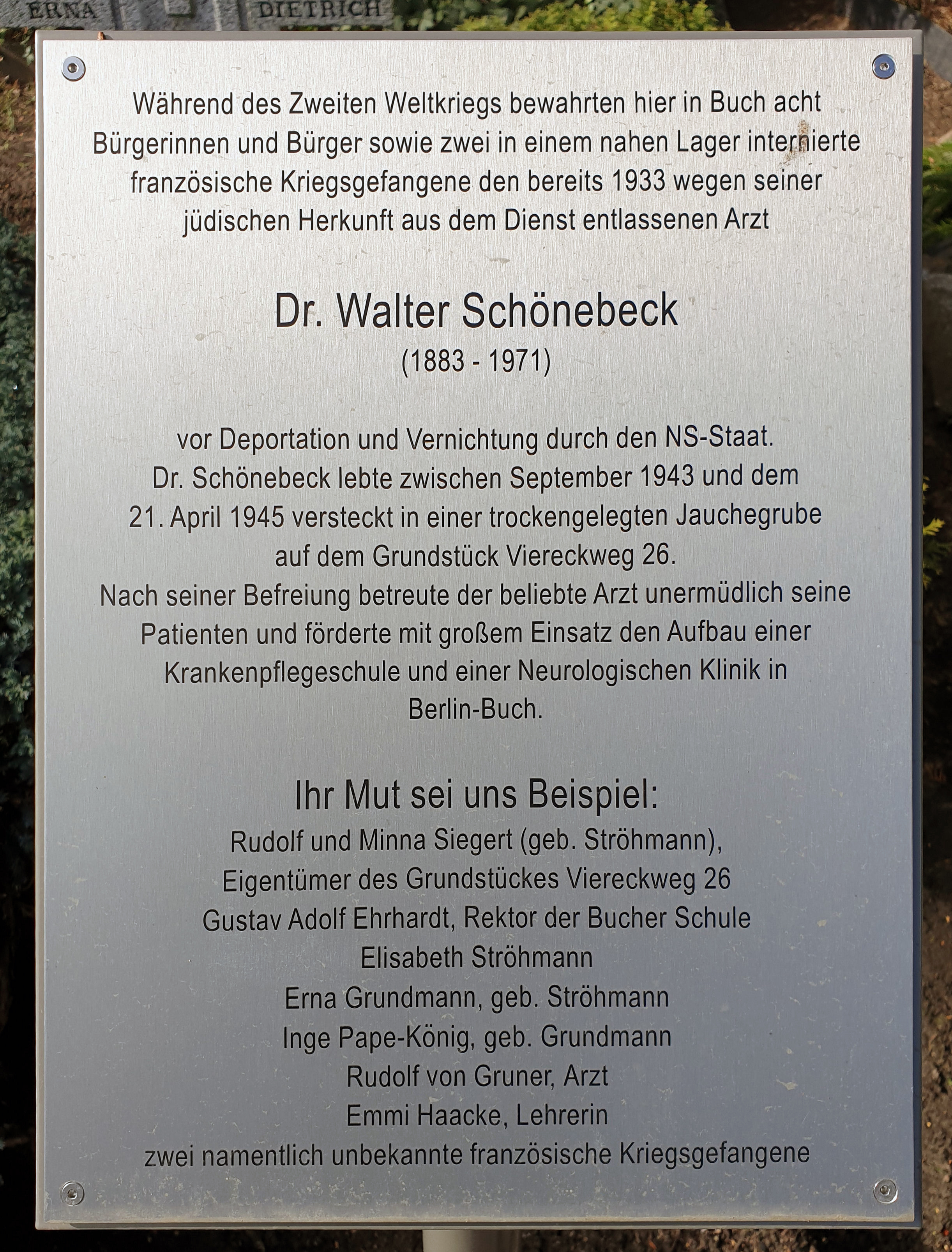
Gedenktafel für Walter Schönebeck
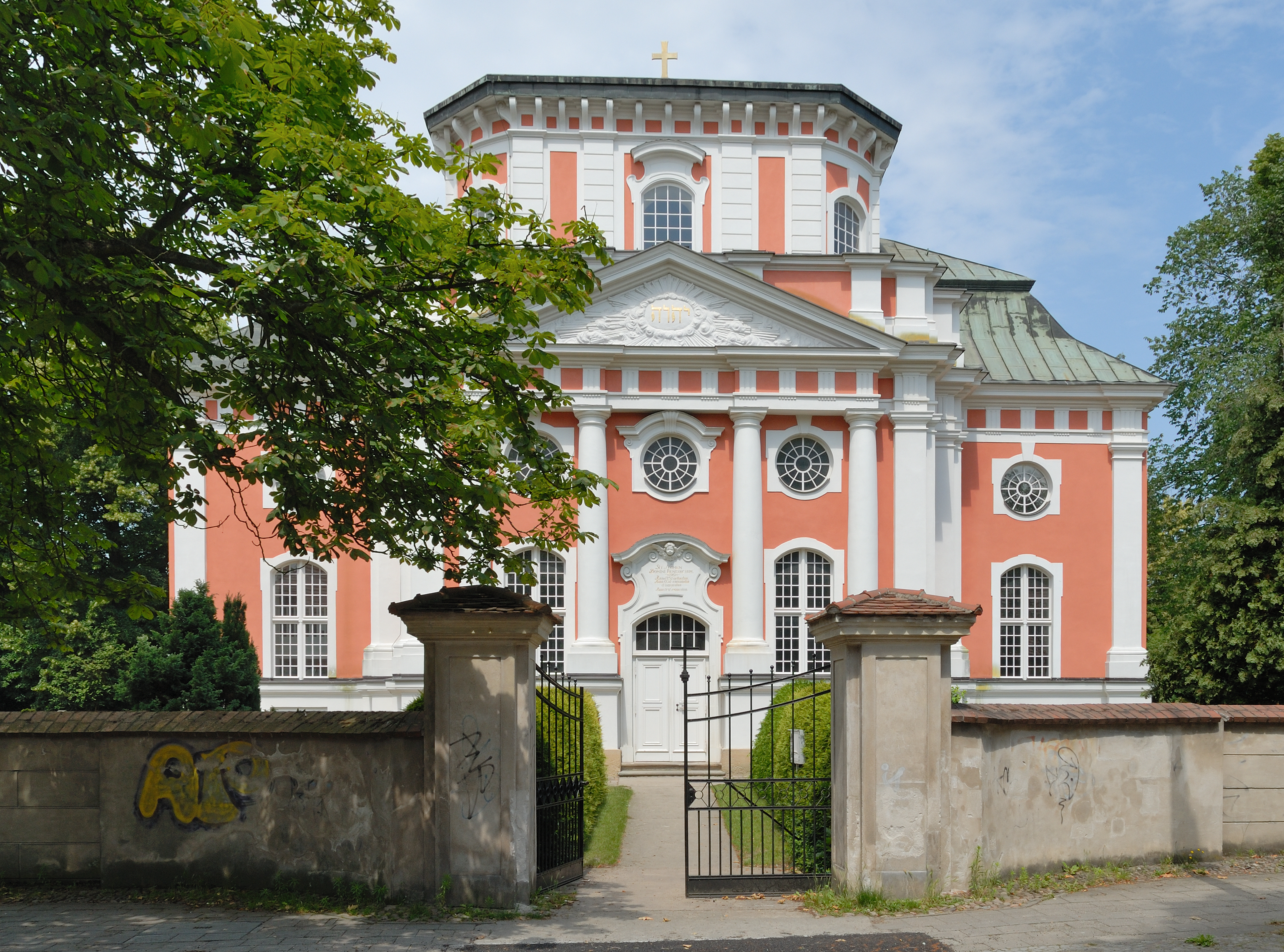
Die Schlosskirche in Buch im Jahr 2009
Blick von der Friedhofsseite auf die Schlosskirche